# Refractari
El terme refractari es refereix a la qualitat de certs materials de resistir altes temperatures sense descompondre's. Els materials refractaris s'utilitzen per fer gresols i recobriments de forns i incineradores. No hi ha una frontera clara entre els materials refractaris i els que no ho són, però una de les característiques habituals que hom demana a un material per considerar-lo com a tal és que pugui suportar temperatures de més de 1100 °C sense estovar-se.

## Materials refractaris
Els materials refractaris han de mantenir la seva força i estructura a altes temperatures, resistir els xocs tèrmics, ser químicament inert, presentar una baixa conductivitat tèrmica i un baix coeficient de dilatació.
L'òxid de magnesi i l'òxid de calci són els materials refractaris més importants, tot i que també s'utilitza molt la xamota. El diòxid de zirconi s'utilitza quan cal suportar temperatures extremadament grans. El carbur de silici és un altre del materials refractaris, força fort a altes temperatures però que crema en presència d'oxigen si la seva protecció de diòxid de silici desapareix.
Els materials s'han d'escollir en funció de les condicions d'utilització, per exemple, el carboni no pot ser utilitzat si ha d'estar en contacte amb l'oxigen perquè cremaria. El materials refractaris àcids no es poden utilitzar en presència d'una base química i viceversa atès que es produiria una corrosió. El zirconi, la xamota i el diòxid de silici són àcids, la dolomita i la magnesita són bàsiques, mentre que l'òxid d'alumini, la cromita, el carbur de silici o el carboni són neutres.
També són utilitzats metalls refractaris com el tungstè, el molibdè o el tàntal.